# Fonte bainitique
Les fontes bainitiques, aussi appelées fontes A.D.I (Austempered Ductile Iron) ou Ausferritiques, sont obtenues par traitement thermique à trempe étagée de pièces en fonte à graphite sphéroïdal. Les fontes bainitiques ont de très bonnes caractéristiques mécaniques et sont généralement utilisées pour des pièces subissant des chocs importants lors de leur utilisation (pignon d'engrenage, pelles de bulldozer...). Environ 10 000 tonnes sont produites par an en Europe et 100 000 tonnes aux États-Unis.
Pour produire la fonte ADI, il faut débuter avec une fonte ductile de très bonne qualité. La fonte ductile doit aussi avoir une bonne trempabilité (Mo, Ni, Cu, Mn). L’addition des éléments d’alliage doit être faite en conservant la qualité de la structure à l’état brut de coulée. La section de la pièce est limitée par la trempabilité de la pièce.